# Oblast Poltawa
Die Oblast Poltawa (ukrainisch Полтавська область Poltawska oblast; russisch Полтавская область Poltawskaja oblast) ist eine von 25 Verwaltungseinheiten (Oblaste der Ukraine) der Ukraine und liegt im Zentrum des Landes. Sie hat 1.371.529 Einwohner (Anfang 2021; de facto). Umgeben wird die Oblast von den Oblasten Tschernihiw und Sumy im Norden und grenzt im Westen an die Oblaste Kiew und Tscherkassy; die Oblast Kirowohrad liegt im Südwesten. Im Südosten grenzt sie an die Oblast Dnipropetrowsk und im Osten an die Oblast Charkiw.

## Geschichte
Die Oblast Poltawa wurde am 22. September 1937 innerhalb der Ukrainischen SSR aus Teilen der Oblast Charkiw und der Oblast Kiew gebildet. Teile der Oblast wurden ausgegliedert zur Bildung der Oblast Kirowohrad und der Oblast Sumy 1939 sowie der Oblast Tscherkassy 1954.

## Größte Städte
| Stadt                                                                                 | Ukrainischer Name | Russischer Name | Einwohner 1. Januar 2021 |
| ------------------------------------------------------------------------------------- | ----------------- | --------------- | ------------------------ |
| Poltawa                                                                               | Полтава           | Полтава         | 283.402                  |
| Krementschuk                                                                          | Кременчук         | Кременчуг       | 217.710                  |
| Horischni Plawni                                                                      | Горішні Плавні    | Горишние Плавни | 050.414                  |
| Lubny                                                                                 | Лубни             | Лубны           | 044.595                  |
| Myrhorod                                                                              | Миргород          | Миргород        | 038.447                  |
| Hadjatsch                                                                             | Гадяч             | Гадяч           | 023.172                  |
| Pyrjatyn                                                                              | Пирятин           | Пирятин         | 015.111                  |
| Karliwka                                                                              | Карлівка          | Карловка        | 014.172                  |
| Chorol                                                                                | Хорол             | Хорол           | 012.720                  |
| Kotelwa                                                                               | Котельва          | Котельва        | 011.883                  |
| Lochwyzja                                                                             | Лохвиця           | Лохвица         | 011.119                  |
| Hrebinka                                                                              | Гребінка          | Гребёнка        | 010.645                  |
| Kobeljaky                                                                             | Кобеляки          | Кобеляки        | 009.627                  |
| Sinkiw                                                                                | Зіньків           | Зеньков         | 009.328                  |
| Hlobyne                                                                               | Глобине           | Глобино         | 009.129                  |
| Reschetyliwka                                                                         | Решетилівка       | Решетиловка     | 009.123                  |
| Nowi Sanschary                                                                        | Нові Санжари      | Новые Санжары   | 008.061                  |
| Sawodske                                                                              | Заводське         | Заводское       | 007.832                  |
| Dykanka                                                                               | Диканька          | Диканька        | 007.515                  |
| Quellen: Ukrainisches Amt für Statistik, S. 36, 37 und Sekundärquelle City Population |                   |                 |                          |

## Administrative Unterteilung
Die Oblast Poltawa ist verwaltungstechnisch in 4 Rajone unterteilt; bis zur großen Rajonsreform am 18. Juli 2020 war sie in 25 Rajone sowie 5 direkt der Oblastverwaltung unterstehende (rajonfreie) Städte unterteilt. Dies waren die Städte Horischni Plawni, Krementschuk, Lubny, Myrhorod sowie das namensgebende Verwaltungszentrum der Oblast, die Stadt Poltawa.

### Rajone der Oblast Poltawa mit deren Verwaltungszentren
| Rajone der Oblast Poltawa | Rajone der Oblast Poltawa                 | Rajone der Oblast Poltawa | Rajone der Oblast Poltawa                                                                          |
| Deutsche Bezeichnung      | Ukrainische Bezeichnung                   | Verwaltungszentrum        | Weitere frühere (bis 2020) Rajonzentren und rajonfreie Städte                                      |
| ------------------------- | ----------------------------------------- | ------------------------- | -------------------------------------------------------------------------------------------------- |
| Rajon Krementschuk        | Кременчуцький район Krementschuzkyj rajon | Krementschuk (Stadt)      | Hlobyne, Horischni Plawni, Koselschtschyna, Semeniwka                                              |
| Rajon Lubny               | Лубенський район Lubenskyj rajon          | Lubny (Stadt)             | Chorol, Hrebinka, Orschyzja, Pyrjatyn, Tschornuchy                                                 |
| Rajon Myrhorod            | Миргородський район Myrhorodskyj rajon    | Myrhorod (Stadt)          | Hadjatsch, Lochwyzja, Schyschaky, Welyka Bahatschka                                                |
| Rajon Poltawa             | Полтавський район Poltawskyj rajon        | Poltawa (Stadt)           | Dykanka, Karliwka, Kobeljaky, Kotelwa, Maschiwka, Nowi Sanschary, Reschetyliwka, Sinkiw, Tschutowe |

Bis 2020 gab es folgende Rajonsaufteilung:

Karte der Rajone und rajonfreien Städte der Oblast bis 2020

| Rajone der Oblast Poltawa bis 2020 | Rajone der Oblast Poltawa bis 2020                  | Rajone der Oblast Poltawa bis 2020            | Rajone der Oblast Poltawa bis 2020 |
| Deutsche Bezeichnung               | Ukrainische Bezeichnung                             | Verwaltungszentrum                            | 2020 (überwiegend) aufgegangen in  |
| ---------------------------------- | --------------------------------------------------- | --------------------------------------------- | ---------------------------------- |
| Rajon Chorol                       | Хорольський район Chorolskyj rajon                  | Chorol (Stadt)                                | Rajon Lubny                        |
| Rajon Dykanka                      | Диканський район Dykanskyj rajon                    | Dykanka (Siedlung städtischen Typs)           | Rajon Poltawa                      |
| Rajon Hadjatsch                    | Гадяцький район Hadjazkyj rajon                     | Hadjatsch (Stadt)                             | Rajon Myrhorod                     |
| Rajon Hlobyne                      | Глобинський район Hlobynskyj rajon                  | Hlobyne (Stadt)                               | Rajon Krementschuk                 |
| Rajon Hrebinka                     | Гребінківський район Hrebinkiwskyj rajon            | Hrebinka (Stadt)                              | Rajon Lubny                        |
| Rajon Karliwka                     | Карлівський район Karliwskyj rajon                  | Karliwka (Stadt)                              | Rajon Poltawa                      |
| Rajon Kobeljaky                    | Кобеляцький район Kobeljazkyj rajon                 | Kobeljaky (Stadt)                             | Rajon Poltawa                      |
| Rajon Koselschtschyna              | Козельщинський район Koselschtschynskyj rajon       | Koselschtschyna (Siedlung städtischen Typs)   | Rajon Krementschuk                 |
| Rajon Kotelwa                      | Котелевський район Kotelewskyj rajon                | Kotelwa (Siedlung städtischen Typs)           | Rajon Poltawa                      |
| Rajon Krementschuk                 | Кременчуцький район Krementschuzkyj rajon           | Krementschuk (Stadt)                          | Rajon Krementschuk                 |
| Rajon Lochwyzja                    | Лохвицький район Lochwyzkyj rajon                   | Lochwyzja (Stadt)                             | Rajon Myrhorod                     |
| Rajon Lubny                        | Лубенський район Lubenskyj rajon                    | Lubny (Stadt)                                 | Rajon Lubny                        |
| Rajon Maschiwka                    | Машівський район Maschiwskyj rajon                  | Maschiwka (Siedlung städtischen Typs)         | Rajon Poltawa                      |
| Rajon Myrhorod                     | Миргородський район Myrhorodskyj rajon              | Myrhorod (Stadt)                              | Rajon Myrhorod                     |
| Rajon Nowi Sanschary               | Новосанжарський район Nowosanscharskyj rajon        | Nowi Sanschary (Siedlung städtischen Typs)    | Rajon Poltawa                      |
| Rajon Orschyzja                    | Оржицький район Orschyzkyj rajon                    | Orschyzja (Siedlung städtischen Typs)         | Rajon Lubny                        |
| Rajon Poltawa                      | Полтавський район Poltawskyj rajon                  | Poltawa (Stadt)                               | Rajon Poltawa                      |
| Rajon Pyrjatyn                     | Пирятинський район Pyrjatynskyj rajon               | Pyrjatyn (Stadt)                              | Rajon Lubny                        |
| Rajon Reschetyliwka                | Решетилівський район Reschetyliwskyj rajon          | Reschetyliwka (Stadt)                         | Rajon Poltawa                      |
| Rajon Schyschaky                   | Шишацький район Schyschazkyj rajon                  | Schyschaky (Siedlung städtischen Typs)        | Rajon Myrhorod                     |
| Rajon Semeniwka                    | Семенівський район Semeniwskyj rajon                | Semeniwka (Siedlung städtischen Typs)         | Rajon Krementschuk                 |
| Rajon Sinkiw                       | Зіньківський район Sinkiwskyj rajon                 | Sinkiw (Stadt)                                | Rajon Poltawa                      |
| Rajon Tschornuchy                  | Чорнухинський район Tschornuchynskyj rajon          | Tschornuchy (Siedlung städtischen Typs)       | Rajon Lubny                        |
| Rajon Tschutowe                    | Чутівський район Tschutiwskyj rajon                 | Tschutowe (Siedlung städtischen Typs)         | Rajon Poltawa                      |
| Rajon Welyka Bahatschka            | Великобагачанський район Welykobahatschanskyj rajon | Welyka Bahatschka (Siedlung städtischen Typs) | Rajon Myrhorod                     |

## Demographie
| Jahr      | 1989      | 1990      | 1995      | 1998      | 2001      | 2005      | 2008      | 2012      | 2014      | 2021      |
| --------- | --------- | --------- | --------- | --------- | --------- | --------- | --------- | --------- | --------- | --------- |
| Einwohner | 1.754.200 | 1.757.000 | 1.752.800 | 1.705.400 | 1.652.200 | 1.572.483 | 1.524.902 | 1.477.195 | 1.458.200 | 1.371.529 |

Die Einwohnerzahlen sind in der Oblast Poltawa seit zwei Jahrzehnten rückläufig.
| Nationalität | Einwohner | 1989 (%) | 2001 (%) | Veränderung (%) |
| ------------ | --------- | -------- | -------- | --------------- |
| Ukrainer     | 1.481.100 | 87,9     | 91,4     | 0−3,6 %         |
| Russen       | 0.117.100 | 10,2     | 07,2     | −34,6 %         |
| Weißrussen   | 0.006.300 | 00,5     | 00,4     | −33,9 %         |
| Armenier     | 0.002.600 | 00,1     | 00,2     | + circa 200 %   |
| Moldauer     | 0.002.500 | 00,2     | 00,2     | 0−6,4 %         |

| Muttersprache | 1989 (%) | 2001 (%) |
| ------------- | -------- | -------- |
| Ukrainisch    | 85,9     | 90,0     |
| Russisch      | 13,2     | 09,5     |